# Diabolisation
Pour les articles homonymes, voir Chasse aux sorcières (homonymie).
 (juillet 2012).
Si vous disposez d'ouvrages ou d'articles de référence ou si vous connaissez des sites web de qualité traitant du thème abordé ici, merci de compléter l'article en donnant les références utiles à sa vérifiabilité et en les liant à la section « Notes et références ».
La diabolisation est un procédé consistant à donner une forte connotation négative à une idée, un groupe ou un individu, de sorte que sa seule évocation suscite une réaction de rejet.
Il s’agit, en général, d’un conflit entre un groupe considéré comme « dominant », garant d’un conformisme, et un groupe « déviant » à ce conformisme. La diabolisation peut être indistinctement le fait de l’une ou des deux parties. À la longue ces parties tendent à accentuer cette polarisation et à se définir par leur opposition : « nous sommes tout le contraire de ce qu’ils sont, c’est-à-dire que nous représentons le bien car eux représentent le mal ».
La diabolisation peut être intentionnelle ou résulter de processus sociaux comme les effets de groupe. Quand la diabolisation est organisée volontairement, dans un but de désinformation, on parle de campagne de diabolisation.

## Apparition historique
En 1486, les inquisiteurs Jacques Sprenger et Henri Institoris font paraître à Strasbourg le Malleus maleficarum (le Marteau des sorcières). C’est un véritable changement de perspective de l’Église : alors que jusque-là les sorcières étaient pourchassées pour hérésie et que l’Église voyait leurs pratiques comme de simples superstitions sans fondements, elles seront maintenant considérées comme des possédées et une incarnation du démon. Cela a lieu deux ans après la bulle Summis desiderantes affectibus du pape Innocent VIII appelant à intensifier la lutte contre la « sorcellerie ». On peut y voir une volonté de légitimation de la chasse aux sorcières. Quoi qu’il en soit, le mot « diabolisation » évoque « l’invocation d’un rapport avec le diable ».

## Techniques

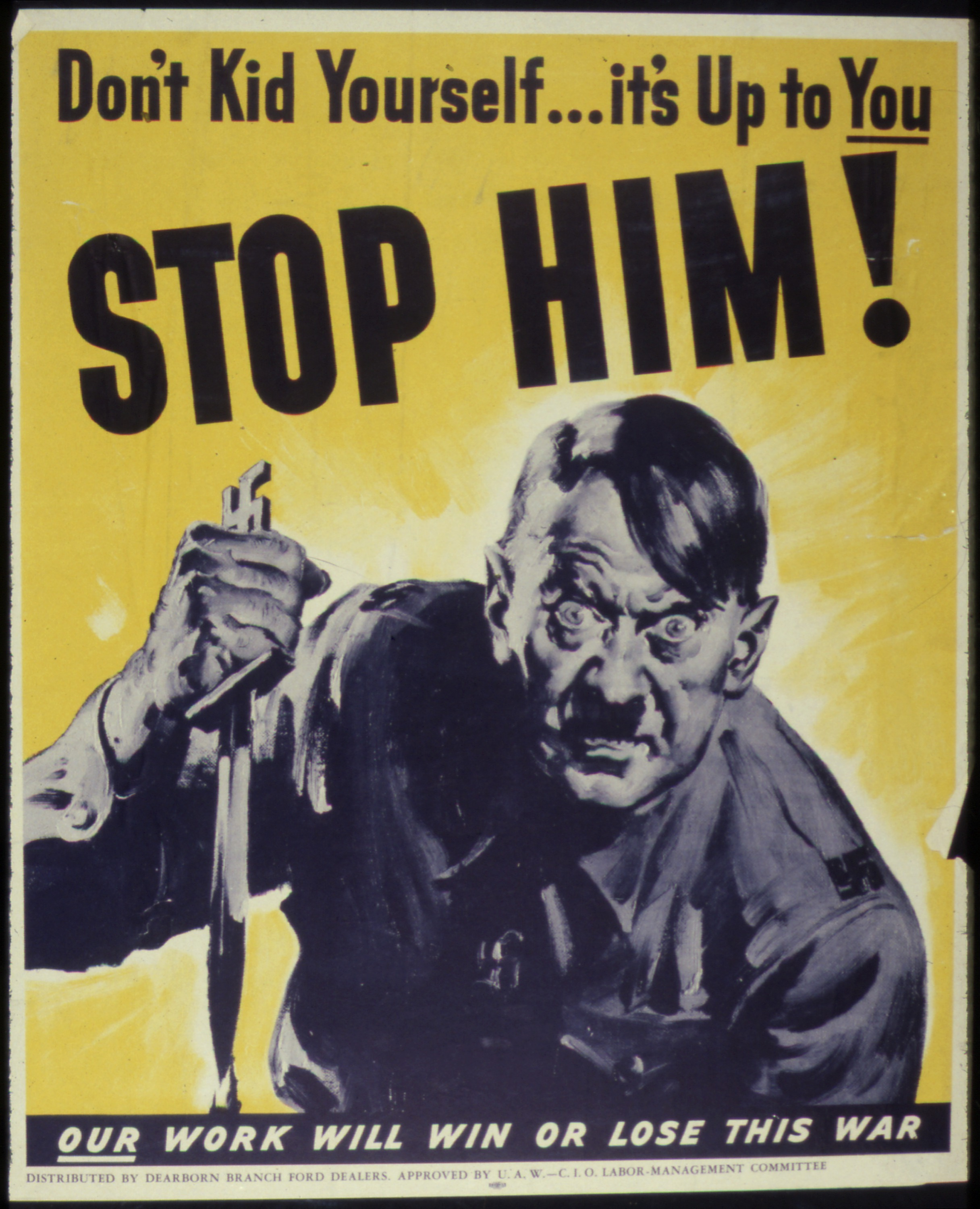
"Ne vous méprenez pas… cela dépend de vous. Arrêtez-le !" Ce poster de propagande américain de la Seconde guerre mondiale travestit le chef d'État ennemi en assassin pris de frénésie en bas de la rue, prêt à larder de coups de poignard à croix gammée le passant interpellé.

La charge émotionnelle induite par le processus de diabolisation complique aussi bien le dialogue entre les parties en conflit que l’analyse objective de la situation. Les exemples de mécanismes de diabolisation utilisés dans ce chapitre sont donc par essence polémiques.
Qu’elle soit volontaire ou non, la diabolisation est un processus. On peut aisément identifier certaines de ses méthodes
qui relèvent généralement d’une désinformation :
- amalgame avec un thème ordinairement mal perçu et avec lequel l’objet de la diabolisation possède un point commun (Vous êtes végétarien ? Comme Hitler, alors !) ;
- dévalorisation (Que peut-on espérer d’intelligent de la part d’un sportif ?) ;
- opposition à une tradition du groupe dominant: l’évocation de « lois naturelles » qui ne sont souvent que des extrapolations de traditions plus ou moins anciennes ;
- glissement sémantique permettant d’associer un mot à des réflexes de rejet, de peur ou de haine. Par exemple, par connotation.

La diabolisation peut être vue comme l’inverse de la sacralisation ou de la victimisation.

## La formation de tabous
La diabolisation est souvent liée à l’utilisation ou à la création de tabous : un sujet qui soit si négativement considéré que son évocation même devienne problématique. La majorité des sociétés étudiées par les ethnologues utilisent des procédés similaires pour limiter des déviances par rapport à la norme risquant de remettre en cause la viabilité même du groupe. En ce sens, la diabolisation n’est rien d’autre que l’exploitation plus ou moins consciente d’un mécanisme naturel.
Depuis l’après-guerre, la publicité recourt parfois à de tels procédés. On peut par exemple évoquer une marque de margarine des années 1950 qui parlait, à propos de la préférence des consommateurs pour le beurre, d’« un préjugé ridicule qui coûtait cher ». Aujourd’hui, elle diaboliserait plutôt le cholestérol.
Il reste cependant toujours délicat d’utiliser ces messages négatifs dans une campagne publicitaire, le consommateur a en effet tendance à filtrer inconsciemment les messages trop anxiogènes. Il y a par ailleurs toujours le risque que le message soit pris à contresens, et que la marque soit perçue comme la cause du problème au lieu d’en être la solution.
Il est donc souvent préférable de ne pas associer ouvertement une marque à une campagne de diabolisation. Un exemple de ce type est la campagne réalisée par les associations de pêcheurs de saumons du Pacifique, début 2004, pour promouvoir dans les médias une étude qui avait détecté des dioxines et des PCB dans des poissons d’élevage. Dans cette action, les pêcheurs ne sont jamais apparus ouvertement: ils ont procédé par l’intermédiaire du Pew Charitable Trusts et de relais locaux comme le bureau parisien de l’agence de communication Gavin Anderson pour la France.

## Une dialectique ambiguë
Les personnes utilisant le terme diabolisation déclarent souvent s’en estimer victimes ou défendre des personnes qui ont été tellement discréditées par ces pratiques qu’elles ne peuvent plus le faire elle-même. Pourtant, se prétendre diabolisé peut être également un moyen de faire passer des accusations légitimes pour une tentative de déstabilisation issue de cette hypothétique diabolisation. Encore une fois la forte polarisation du couple « diabolisant » / « diabolisé » tend à biaiser les discours des deux parties, ce que certains utilisent à leur avantage.
C’est ainsi que l’on voit souvent deux groupes ayant des projets de société distincts, bien que non nécessairement très différents, se diaboliser mutuellement ou se renvoyer des accusations de diabolisation.

## Un faux problème?
« Calomnions, calomnions, il en restera toujours quelque chose ! », comme dit le proverbe que la tradition attribue à Beaumarchais, ce que constatait déjà amèrement Francis Bacon en son temps.
Dans l’ensemble, le procédé de diabolisation est aujourd’hui si répandu que son effet s’est quelque peu émoussé. Son utilisation sans discernement déclenche maintenant le plus souvent la dérision en réponse, comme avec le point Godwin des forums de discussion sur Internet. Reste que comme le pourriel, la diabolisation constitue une forme d’encombrement en général non sollicitée de ces canaux de communication.[non neutre]

## Quelques exemples célèbres
- George W. Bush fait souvent référence à la « Guerre contre le Mal », à l'« Axe du Mal » (War against Evil, ou Axis of evil en anglais). Evil, en anglais, réfère au diable, au démon.
- Ronald Reagan qualifiait l’Union soviétique d’ « Empire du Mal ».
- L’ayatollah Khomeini a qualifié les États-Unis de « Grand Satan ».
- Les médias ou des organisations sont souvent accusés de diaboliser l'État d'Israël aux fins de délégitimisation[5],[6],[7],[8],[9],[10],[11].
- La diabolisation de Jean-Marie Le Pen et du parti Front national (FN) puis Rassemblement national (RN) ensuite mené par sa fille Marine, qui en travaillerait à l'inverse à la dédiabolisation, notion spécialement utilisée en ce contexte[12].